# Wolfgang Flür
Wolfgang Flür (ur. 17 lipca 1947 we Frankfurcie nad Menem) – architekt wnętrz i muzyk. Były perkusista zespołu Kraftwerk grającego muzykę elektroniczną.

## Życiorys
Syn byłego lotnika Luftwaffe. Studiował architekturę wnętrz w Düsseldorfie. Już jako student grał na perkusji razem z Michaelem Rotherem. Członkiem Kraftwerk został w 1973. Odszedł, jak sam podaje, w 1986, nie mogąc znieść letargu, jaki zapadł wówczas w zespole. Napisał książkę autobiograficzną Kraftwerk. Ich war ein Roboter.